# Lago di Fieud
Der Lago di Fieud ist ein Gebirgssee in der Gemeinde Airolo im Schweizer Kanton Tessin.
Der kleine See mit einem Durchmesser von etwa 60 Metern liegt 2 km südlich des Gotthardpasses auf einer Höhe von 2081 m ü. M.